# Districtul Ouled Antar
Ouled Antar este un district din provincia Médéa, Algeria.